# 951 a.C.
951 a.C. foi o ano que precedeu 952 a.C. e 950 a.C..